# Normannsteiner
Die Normannsteiner (auch Schar der Normannsteiner) waren ein 1924 auf Burg Normannstein in Thüringen gegründeter Bund der katholischen Jugendbewegung, der sich aus dem Bund Neudeutschland gelöst hatte. Um 1930 löste sich der Bund weitgehend auf.

## Geschichte
Der Bund Neudeutschland verabschiedete 1923 – vier Jahre nach seiner Gründung – auf Schloss Hirschberg in Franken ein neues Bundesprogramm, in dem die Ziele des Bundes formuliert wurden. Es enthielt eine deutliche Absage an „Fehlentwicklung(en) der Jugendbewegung wie Schwärmerei, Subjektivismus, Radikalismus“. Dieser Realismus stieß bei einem Teil der als „Großneudeutsche“ bezeichneten Studentengruppen auf Widerstand, gleichzeitig kam es zur Auseinandersetzung um die lediglich im Studentenbund vertretenen Mädchengruppen.
Daraufhin trat ein wesentlicher Teil der „Großneudeutschen“ mit allen Mädchengruppen und einigen Jüngerengruppen im Sommer 1924 auf dem Bundestag auf Burg Normannstein aus dem Bund Neudeutschland aus und gründete die „Normannsteiner“. Diese Gruppe vertrat im Gegensatz zum Bund Neudeutschland die Position, dass Jugendbewegung Selbstzweck sei und organisatorische Fragen wie zum Beispiel eine Vereinsgründung diesem untergeordnet seien.
Die starke Prägung durch Studentengruppen beeinflusste die Inhalte der Bundesarbeit deutlich. Zu ihren Themen gehörten Fragen der Liturgie, die Auseinandersetzung mit der Bergpredigt und dem Römerbrief und Fragen der Lebensführung. Das Bestreben nach liturgischer Erneuerung, war ein verbindendes Element zu den Quickbornern mit Heinrich Kahlefeld und Romano Guardini als führenden Köpfen. Als Projekt der gemeinsamen Lebensgestaltung wurde 1925 die „Wirtschaftsgemeinschaft Werkland“ gegründet, die aber an wirtschaftlichen Problemen scheiterte.
Schon 1927 zeigte der Bund Auflösungserscheinungen, die vor allem in den durch Berufseintritt und Familiengründung veränderten Lebensumständen der Mitglieder begründet waren. Der Bund konnte sich nochmals fangen, löste sich aber 1930/31 endgültig auf. Einzelne Gruppen, die einen größeren Anteil an jüngeren Mitgliedern hatten, arbeiteten bis zur Auflösung durch die Hitlerjugend 1933/34 weiter.

## Nachwirkungen
Seit 1948 steht in der Nähe des Fuldaer Hauses in der Rhön die Normannsteiner Kapelle, bei der jedes Jahr im September ein Gottesdienst zur Erinnerung an die Normannsteiner gefeiert wird.
Initiiert wurde die Kapelle vom Altpräsidenten des Rhönklubs, Josef Hans Sauer, der selbst Mitglied im Verband der Nomannsteiner war; die Kapelle selber diente zuerst dem Gedenken der im Zweiten Weltkrieg gefallenen Freunde (von 60 zum Kriegsdienst Eingezogenen fielen 28), deren Namen auf der Frontplatte des kleinen Altars vor der Kapelle in einer Tafel verewigt sind. Architekt war Ernst Kramer aus Fulda, eingeweiht wurde die Kapelle am 12. September 1948 von Pfarrer Alfons Maria Lins. Lins war ehemals einer der herausragenden Köpfe der Normannsteiner und Verfasser von deren Mitteilungsschrift „Heerfahrt“.

## Bekannte Mitglieder
- Odilo Braun, Dominikanerpater
- Alfons Maria Lins, Pfarrer
- Josef Hans Sauer, Alterspräsident des Rhönklubs